# Ministri degli affari esteri del Giappone
Il presente elenco raccoglie tutti i nomi dei titolari del Ministero degli affari esteri del Giappone, dal periodo dell'Impero (1885-1945) alla Monarchia Costituzionale (1945)

## Lista

### Impero giapponese (1885-1945)
| Ritratto                           | Ministro            | Mandato                        | Primo ministro                        | Imperatore                | Ritratto |
| ---------------------------------- | ------------------- | ------------------------------ | ------------------------------------- | ------------------------- | -------- |
|                                    | Inoue Kaoru         | dicembre 1885 - settembre 1887 | Itō Hirobumi                          | Meiji                     |          |
|                                    | Itō Hirobumi        | settembre 1887 - febbraio 1888 | Itō Hirobumi                          | Meiji                     |          |
|                                    | Ōkuma Shigenobu     | febbraio 1888 - aprile 1888    | Itō Hirobumi                          | Meiji                     |          |
| aprile 1888 - ottobre 1889         | Ōkuma Shigenobu     | Kuroda Kiyotaka                |                                       | Meiji                     |          |
| ottobre 1889 - dicembre 1889       | Ōkuma Shigenobu     | Sanjō Sanetomi                 |                                       | Meiji                     |          |
|                                    | Aoki Shuzo          | dicembre 1889 - maggio 1891    | Yamagata Aritomo                      | Meiji                     |          |
|                                    | Enomoto Takeaki     | maggio 1891 - agosto 1892      | Matsukata Masayoshi                   | Meiji                     |          |
|                                    | Mutsu Munemitsu     | agosto 1892 - maggio 1896      | Itō Hirobumi                          | Meiji                     |          |
|                                    | Kinmochi Saionji    | maggio 1896 - settembre 1896   | Matsukata Masayoshi                   | Meiji                     |          |
|                                    | Ōkuma Shigenobu     | settembre 1896 - novembre 1897 | Matsukata Masayoshi                   | Meiji                     |          |
|                                    | Nishi Tokujirō      | novembre 1897 - gennaio 1898   | Matsukata Masayoshi                   | Meiji                     |          |
|                                    | Ōkuma Shigenobu     | gennaio 1898 - giugno 1898     | Itō Hirobumi                          | Meiji                     |          |
|                                    | Aoki Shuzo          | giugno 1898 - novembre 1898    | Ōkuma Shigenobu                       | Meiji                     |          |
| novembre 1898 - ottobre 1900       | Aoki Shuzo          | Yamagata Aritomo               |                                       | Meiji                     |          |
|                                    | Katō Takaaki        | ottobre 1900 - maggio 1901     | Itō Hirobumi                          | Meiji                     |          |
| maggio 1901 - giugno 1901          | Katō Takaaki        | Saionji Kinmochi               |                                       | Meiji                     |          |
|                                    | Sone Arasuke        | giugno 1901 - settembre 1901   | Katsura Tarō                          | Meiji                     |          |
|                                    | Komura Jutaro       | settembre 1901 - gennaio 1906  | Katsura Tarō                          | Meiji                     |          |
|                                    | Katō Takaaki        | gennaio 1906 - marzo 1906      | Saionji Kinmochi                      | Meiji                     |          |
|                                    | Saionji Kinmochi    | marzo 1906 - maggio 1906       | Saionji Kinmochi                      | Meiji                     |          |
|                                    | Hayashi Tadasu      | maggio 1906 - luglio 1908      | Saionji Kinmochi                      | Meiji                     |          |
|                                    | Terauchi Masatake   | luglio 1908 - agosto 1908      | Katsura Tarō                          | Meiji                     |          |
|                                    | Komura Jutarō       | agosto 1908 - agosto 1911      | Katsura Tarō                          | Meiji                     |          |
|                                    | Uchida Kosai        | agosto 1911 - 30 luglio 1912   | Saionji Kinmochi                      | Meiji                     |          |
| 30 luglio 1912 - dicembre 1912     | Uchida Kosai        | Taishō                         | Saionji Kinmochi                      |                           |          |
|                                    | Katsura Tarō        | Taishō                         | dicembre 1912 - gennaio 1913          | Katsura Tarō              |          |
|                                    | Katō Takaaki        | Taishō                         | gennaio 1913 - febbraio 1913          | Katsura Tarō              |          |
|                                    | Makino Nobuaki      | Taishō                         | febbraio 1913 - aprile 1914           | Yamamoto Gon'nohyōe       |          |
|                                    | Katō Takaaki        | Taishō                         | aprile 1914 - aprile 1915             | Ōkuma Shigenobu           |          |
|                                    | Ōkuma Shigenobu     | Taishō                         | agosto 1915 - ottobre 1915            | Ōkuma Shigenobu           |          |
|                                    | Ishii Kikujirō      | Taishō                         | ottobre 1915 - ottobre 1916           | Ōkuma Shigenobu           |          |
|                                    | Terauchi Masatake   | Taishō                         | ottobre 1916 - novembre 1916          | Terauchi Masatake         |          |
|                                    | Motono Ichirō       | Taishō                         | novembre 1916 - aprile 1918           | Terauchi Masatake         |          |
|                                    | Gotō Shinpei        | Taishō                         | aprile 1918 - settembre 1918          | Terauchi Masatake         |          |
|                                    | Uchida Kosai        | Taishō                         | settembre 1918 - novembre 1921        | Hara Takashi              |          |
| novembre 1921 - novembre 1921      | Uchida Kosai        | Taishō                         | Uchida Kōsai                          |                           |          |
| novembre 1921 - giugno 1922        | Uchida Kosai        | Taishō                         | Takahashi Korekiyo                    |                           |          |
| giugno 1922 - agosto 1923          | Uchida Kosai        | Taishō                         | Katō Tomosaburō                       |                           |          |
| agosto 1923 - settembre 1923       | Uchida Kosai        | Taishō                         | Uchida Kōsai                          |                           |          |
|                                    | Yamamoto Gon'nohyōe | Taishō                         | 2 settembre 1923 - 19 settembre 1923  | Yamamoto Gon'nohyōe       |          |
|                                    | Ijuin Hikokichi     | Taishō                         | 19 settembre 1923 - gennaio 1924      | Yamamoto Gon'nohyōe       |          |
|                                    | Matsui Keishirō     | Taishō                         | gennaio 1924 - giugno 1924            | Kiyoura Keigo             |          |
|                                    | Kijūrō Shidehara    | Taishō                         | giugno 1924 - 28 gennaio 1926         | Katō Takaaki              |          |
| 28 gennaio 1926 - 25 dicembre 1926 | Kijūrō Shidehara    | Taishō                         | Wakatsuki Reijirō                     |                           |          |
| 25 dicembre 1926 - aprile 1927     | Kijūrō Shidehara    | Hirohito                       | Wakatsuki Reijirō                     |                           |          |
|                                    | Tanaka Giichi       | Hirohito                       | 20 aprile 1927 - 2 luglio 1929        | Tanaka Giichi             |          |
|                                    | Kijūrō Shidehara    | Hirohito                       | 2 luglio 1929 - 14 aprile 1931        | Osachi Hamaguchi          |          |
| 14 aprile 1931 - 13 dicembre 1931  | Kijūrō Shidehara    | Hirohito                       | Wakatsuki Reijirō                     |                           |          |
|                                    | Tsuyoshi Inukai     | Hirohito                       | 13 dicembre 1931 - gennaio 1932       | Tsuyoshi Inukai           |          |
|                                    | Kenkichi Yoshizawa  | Hirohito                       | 14 gennaio 1932 - 26 maggio 1932      | Tsuyoshi Inukai           |          |
|                                    | Saitō Makoto        | Hirohito                       | 26 maggio 1932 - luglio 1932          | Saitō Makoto              |          |
|                                    | Uchida Kosai        | Hirohito                       | luglio 1932 - settembre 1933          | Saitō Makoto              |          |
|                                    | Kōki Hirota         | Hirohito                       | settembre 1933 - luglio 1934          | Saitō Makoto              |          |
| luglio 1934 - marzo 1936           | Kōki Hirota         | Hirohito                       | Keisuke Okada                         |                           |          |
|                                    | Hachirō Arita       | Hirohito                       | marzo 1936 - febbraio 1937            | Kōki Hirota               |          |
|                                    | Senjuro Hayashi     | Hirohito                       | febbraio 1937 - marzo 1937            | Senjūrō Hayashi           |          |
|                                    | Naotake Sato        | Hirohito                       | marzo 1937 - giugno 1937              | Senjūrō Hayashi           |          |
|                                    | Kōki Hirota         | Hirohito                       | giugno 1937 - maggio 1938             | Fumimaro Konoe            |          |
|                                    | Kazushige Ugaki     | Hirohito                       | maggio 1938 - settembre 1938          | Fumimaro Konoe            |          |
|                                    | Fumimaro Konoe      | Hirohito                       | settembre 1938 - ottobre 1938         | Fumimaro Konoe            |          |
|                                    | Hachirō Arita       | Hirohito                       | ottobre 1938 - gennaio 1939           | Fumimaro Konoe            |          |
|                                    | Nobuyuki Abe        | Hirohito                       | gennaio 1939 - agosto 1939            | Hiranuma Kiichirō         |          |
|                                    | Kichisaburō Nomura  | Hirohito                       | agosto 1939 - gennaio 1940            | Nobuyuki Abe              |          |
|                                    | Hachirō Arita       | Hirohito                       | gennaio 1940 - luglio 1940            | Mitsumasa Yonai           |          |
|                                    | Yōsuke Matsuoka     | Hirohito                       | luglio 1940 - luglio 1941             | Fumimaro Konoe            |          |
|                                    | Teijirō Toyoda      | Hirohito                       | luglio 1941 - ottobre 1941            | Fumimaro Konoe            |          |
|                                    | Shigenori Tōgō      | Hirohito                       | ottobre 1941 - settembre 1942         | Hideki Tōjō               |          |
|                                    | Hideki Tōjō         | Hirohito                       | 1º settembre 1942 - 17 settembre 1942 | Hideki Tōjō               |          |
|                                    | Masayuki Tani       | Hirohito                       | settembre 1942 - aprile 1943          | Hideki Tōjō               |          |
|                                    | Mamoru Shigemitsu   | Hirohito                       | aprile 1943 - luglio 1944             | Hideki Tōjō               |          |
| luglio 1944 - aprile 1945          | Mamoru Shigemitsu   | Hirohito                       | Kuniaki Koiso                         |                           |          |
|                                    | Kantarō Suzuki      | Hirohito                       | Kuniaki Koiso                         | aprile 1945 - aprile 1945 |          |
|                                    | Shigenori Tōgō      | Hirohito                       | aprile 1945 - agosto 1945             | Suzuki Kantarō            |          |
|                                    | Mamoru Shigemitsu   | Hirohito                       | agosto 1945 - settembre 1945          | Naruhiko Higashikuni      |          |

### Monarchia costituzionale (1945)
| Ritratto                           | Ministro           | Mandato                             | Primo ministro                        | Imperatore                           | Ritratto |
| ---------------------------------- | ------------------ | ----------------------------------- | ------------------------------------- | ------------------------------------ | -------- |
|                                    | Shigeru Yoshida    | 15 settembre 1945 - 9 ottobre 1945  | Naruhiko Higashikuni                  | Hirohito                             |          |
| 9 ottobre 1945 - 22 maggio 1946    | Shigeru Yoshida    | Kijūrō Shidehara                    |                                       | Hirohito                             |          |
| 22 maggio 1946 - 24 maggio 1947    | Shigeru Yoshida    | Shigeru Yoshida                     |                                       | Hirohito                             |          |
|                                    | Tetsu Katayama     | 24 maggio 1947 - 1º giugno 1947     | Tetsu Katayama                        | Hirohito                             |          |
|                                    | Hitoshi Ashida     | 1º giugno 1947 - 10 marzo 1948      | Tetsu Katayama                        | Hirohito                             |          |
|                                    | Hitoshi Ashida     | 10 marzo 1948 - 15 ottobre 1948     | Hitoshi Ashida                        | Hirohito                             |          |
|                                    | Shigeru Yoshida    | 15 ottobre 1948 - 30 aprile 1952    | Shigeru Yoshida                       | Hirohito                             |          |
|                                    | Katsuo Okazaki     | 30 aprile 1952 - 10 dicembre 1954   | Shigeru Yoshida                       | Hirohito                             |          |
|                                    | Mamoru Shigemitsu  | 10 dicembre 1954 - 23 dicembre 1956 | Ichirō Hatoyama                       | Hirohito                             |          |
|                                    | Tanzan Ishibashi   | 23 dicembre 1956 - 23 dicembre 1956 | Ichirō Hatoyama                       | Hirohito                             |          |
|                                    | Nobusuke Kishi     | 23 dicembre 1956 - 31 gennaio 1957  | Ichirō Hatoyama                       | Hirohito                             |          |
| 31 gennaio 1957 - 10 luglio 1957   | Nobusuke Kishi     | Nobusuke Kishi                      |                                       | Hirohito                             |          |
|                                    | Aiichiro Fujiyama  | Nobusuke Kishi                      | 10 luglio 1957 - 19 luglio 1960       | Hirohito                             |          |
|                                    | Zentaro Kosaka     | 19 luglio 1960 - 18 luglio 1962     | Hayato Ikeda                          | Hirohito                             |          |
|                                    | Masayoshi Ōhira    | 18 luglio 1962 - 18 luglio 1964     | Hayato Ikeda                          | Hirohito                             |          |
|                                    | Shiina Etsusaburo  | 18 luglio 1964 - 9 novembre 1964    | Hayato Ikeda                          | Hirohito                             |          |
| 9 novembre 1964 - 3 dicembre 1966  | Shiina Etsusaburo  | Eisaku Satō                         |                                       | Hirohito                             |          |
|                                    | Takeo Miki         | Eisaku Satō                         | 3 dicembre 1966 - 29 ottobre 1968     | Hirohito                             |          |
|                                    | Eisaku Satō        | Eisaku Satō                         | 29 ottobre 1968 - 30 novembre 1968    | Hirohito                             |          |
|                                    | Kiichi Aichi       | Eisaku Satō                         | 30 novembre 1968 - 9 luglio 1971      | Hirohito                             |          |
|                                    | Takeo Fukuda       | Eisaku Satō                         | 9 luglio 1971 - 7 luglio 1972         | Hirohito                             |          |
|                                    | Masayoshi Ōhira    | 7 luglio 1972 - 16 luglio 1974      | Kakuei Tanaka                         | Hirohito                             |          |
|                                    | Toshio Kimura      | 16 luglio 1974 - 9 dicembre 1974    | Kakuei Tanaka                         | Hirohito                             |          |
|                                    | Kiichi Miyazawa    | 9 dicembre 1974 - 5 settembre 1976  | Takeo Miki                            | Hirohito                             |          |
|                                    | Zentaro Kosaka     | 5 settembre 1976 - 24 dicembre 1976 | Takeo Miki                            | Hirohito                             |          |
|                                    | Iichirō Hatoyama   | 24 dicembre 1976 - 28 novembre 1977 | Takeo Fukuda                          | Hirohito                             |          |
|                                    | Sunao Sonoda       | 28 novembre 1977 - 7 dicembre 1978  | Takeo Fukuda                          | Hirohito                             |          |
| 7 dicembre 1978 - 8 novembre 1979  | Sunao Sonoda       | Masayoshi Ōhira                     |                                       | Hirohito                             |          |
|                                    | Saburō Ōkita       | Masayoshi Ōhira                     | 8 novembre 1979 - 12 giugno 1980      | Hirohito                             |          |
| 12 giugno 1980 - 17 luglio 1980    | Saburō Ōkita       | Masayoshi Itō                       |                                       | Hirohito                             |          |
|                                    | Masayoshi Ito      | 17 luglio 1980 - 18 maggio 1981     | Zenkō Suzuki                          | Hirohito                             |          |
|                                    | Sunao Sonoda       | 18 maggio 1981 - 30 novembre 1981   | Zenkō Suzuki                          | Hirohito                             |          |
|                                    | Yoshio Sakurauchi  | 30 novembre 1981 - 27 novembre 1982 | Zenkō Suzuki                          | Hirohito                             |          |
|                                    | Shintarō Abe       | 27 novembre 1982 - 22 luglio 1986   | Yasuhiro Nakasone                     | Hirohito                             |          |
|                                    | Tadashi Kuranari   | 22 luglio 1986 - 6 novembre 1987    | Yasuhiro Nakasone                     | Hirohito                             |          |
|                                    | Sosuke Uno         | 6 novembre 1987 - 7 gennaio 1989    | Noboru Takeshita                      | Hirohito                             |          |
| 7 gennaio 1989 - 3 giugno 1989     | Sosuke Uno         | Akihito                             | Noboru Takeshita                      |                                      |          |
|                                    | Hiroshi Mitsuzuka  | Akihito                             | 3 giugno 1989 - 10 agosto 1989        | Sosuke Uno                           |          |
|                                    | Taro Nakayama      | Akihito                             | 10 agosto 1989 - 5 novembre 1991      | Toshiki Kaifu                        |          |
|                                    | Michio Watanabe    | Akihito                             | 5 novembre 1991 - 7 aprile 1993       | Kiichi Miyazawa                      |          |
|                                    | Kabun Mutō         | Akihito                             | 7 aprile 1993 - 9 agosto 1993         | Kiichi Miyazawa                      |          |
|                                    | Tsutomu Hata       | Akihito                             | 9 agosto 1993 - 28 aprile 1994        | Morihiro Hosokawa                    |          |
|                                    | Koji Kakizawa      | Akihito                             | 28 aprile 1994 - 30 giugno 1994       | Tsutomu Hata                         |          |
|                                    | Yōhei Kōno         | Akihito                             | 30 giugno 1994 - 11 gennaio 1996      | Tomiichi Murayama                    |          |
|                                    | Yukihiko Ikeda     | Akihito                             | 11 gennaio 1996 - 11 settembre 1997   | Ryūtarō Hashimoto                    |          |
|                                    | Keizo Obuchi       | Akihito                             | 11 settembre 1997 - 30 luglio 1998    | Ryūtarō Hashimoto                    |          |
|                                    | Masahiko Kōmura    | Akihito                             | 30 luglio 1998 - 5 ottobre 1999       | Keizō Obuchi                         |          |
|                                    | Yōhei Kōno         | Akihito                             | 5 ottobre 1999 - 5 aprile 2000        | Keizō Obuchi                         |          |
| 5 aprile 2000 - 26 aprile 2001     | Yōhei Kōno         | Akihito                             | Yoshirō Mori                          |                                      |          |
|                                    | Makiko Tanaka      | Akihito                             | 26 aprile 2001 - 29 gennaio 2002      | Jun'ichirō Koizumi                   |          |
|                                    | Junichiro Koizumi  | Akihito                             | 29 gennaio 2002 - 1º febbraio 2002    | Jun'ichirō Koizumi                   |          |
|                                    | Yoriko Kawaguchi   | Akihito                             | 1º febbraio 2002 - 27 settembre 2004  | Jun'ichirō Koizumi                   |          |
|                                    | Nobutaka Machimura | Akihito                             | 27 settembre 2004 - 31 ottobre 2005   | Jun'ichirō Koizumi                   |          |
|                                    | Taro Aso           | Akihito                             | 31 ottobre 2005 - 26 settembre 2006   | Jun'ichirō Koizumi                   |          |
| 26 settembre 2006 - 27 agosto 2007 | Taro Aso           | Akihito                             | Shinzō Abe                            |                                      |          |
|                                    | Nobutaka Machimura | Akihito                             | Shinzō Abe                            | 27 agosto 2007 - 26 settembre 2007   |          |
|                                    | Masahiko Kōmura    | Akihito                             | 26 settembre 2007 - 24 settembre 2008 | Yasuo Fukuda                         |          |
|                                    | Hirofumi Nakasone  | Akihito                             | 24 settembre 2008 - 16 settembre 2009 | Tarō Asō                             |          |
|                                    | Katsuya Okada      | Akihito                             | 16 settembre 2009 - 8 giugno 2010     | Yukio Hatoyama                       |          |
| 8 giugno 2010 - 17 settembre 2010  | Katsuya Okada      | Akihito                             | Naoto Kan                             |                                      |          |
|                                    | Seiji Maehara      | Akihito                             | Naoto Kan                             | 17 settembre 2010 - 7 marzo 2011     |          |
|                                    | Yukio Edano        | Akihito                             | Naoto Kan                             | 7 marzo 2011 - 9 marzo 2011          |          |
|                                    | Takeaki Matsumoto  | Akihito                             | Naoto Kan                             | 9 marzo 2011 - 30 agosto 2011        |          |
|                                    | Kōichirō Genba     | Akihito                             | 30 agosto 2011 - 26 dicembre 2012     | Yoshihiko Noda                       |          |
|                                    | Fumio Kishida      | Akihito                             | 26 dicembre 2012 - 3 agosto 2017      | Shinzō Abe                           |          |
|                                    | Taro Kono          | Akihito                             | 3 agosto 2017 - 1º maggio 2019        | Shinzō Abe                           |          |
| 1º maggio 2019 - 11 settembre 2019 | Taro Kono          | Naruhito                            |                                       | Shinzō Abe                           |          |
|                                    | Toshimitsu Motegi  | Naruhito                            | 11 settembre 2019 - 16 settembre 2020 | Shinzō Abe                           |          |
| 16 settembre 2020 - 4 ottobre 2021 | Toshimitsu Motegi  | Naruhito                            | Yoshihide Suga                        |                                      |          |
| 4 ottobre 2021 - 4 novembre 2021   | Toshimitsu Motegi  | Naruhito                            | Fumio Kishida                         |                                      |          |
|                                    | Fumio Kishida      | Naruhito                            | Fumio Kishida                         | 4 novembre 2021 - 10 novembre 2021   |          |
|                                    | Yoshimasa Hayashi  | Naruhito                            | Fumio Kishida                         | 10 novembre 2021 - 13 settembre 2023 |          |
|                                    | Yōko Kamikawa      | Naruhito                            | Fumio Kishida                         | 13 settembre 2023 - 1º ottobre 2024  |          |
|                                    | Takeshi Iwaya      | Naruhito                            | 1º ottobre 2024 - in carica           | Shigeru Ishiba                       |          |